# Greatest Hits (álbum de Enya)
Greatest Hits (o Grandes Éxitos) es una recopilación de los mejores temas de la cantante irlandesa Enya. Fue una publicación especial para el territorio de Rusia y Ucrania lanzado por la compañía discográfica Star Mark en 2008.
Greatest Hits —en su primera edición— reúne las grandes composiciones e interpretaciones de Enya desde 1987 hasta el año 2005 con el lanzamiento de Amarantine. Posteriormente en 2009 se volvió a publicar, con un nuevo aspecto en la carátula asemejando el diseño de And Winter Came.... En esta edición, además de incluir temas del período ya mencionado, también contiene piezas de su séptimo álbum de estudio titulado And Winter Came....
En ambas ediciones las canciones y melodías se encuentran organizadas en distinto orden compiladas en dos CD. La primera edición de ésta recopilación no fue oficial debido a su stock limitado. El diseño artístico de la carátula ha sido criticado por los errores cometidos en la lista de temas por considerar el nombre del tema Deora Ar Mo Chroí como "Deora" y "Ar Mo Chroí", en nombres separados. En la segunda edición del lanzamiento no ocurre este error. Además el primer CD del pack contiene por completo todo el álbum Paint the Sky with Stars.
Una última edición, lanzada en 2016, mantiene la misma presentación del digipak, aunque vuelven a realizar en ella nuevos cambios en el tracklist.
Aun cuando no se trata de un lanzamiento oficial de Warner Music y de lo limitado de su territorio comercial, llegó a venderse en numerosas tiendas europeas. 

## Lista de temas

### Edición 2008

#### CD 1
| N.º | Tema                       | Duración |
| --- | -------------------------- | -------- |
| 1.  | "May It Be"                | 3:31     |
| 2.  | "Only Time"                | 3:40     |
| 3.  | "Orinoco Flow"             | 4:26     |
| 4.  | "Caribbean Blue"           | 3:58     |
| 5.  | "Book of Days"             | 2:55     |
| 6.  | "Anywhere Is"              | 3:48     |
| 7.  | "Only If..."               | 3:17     |
| 8.  | "The Celts"                | 2:58     |
| 9.  | "China Roses"              | 4:47     |
| 10. | "Shepherd Moons"           | 3:40     |
| 11. | "Ebudæ"                    | 1:54     |
| 12. | "Storms in Africa"         | 4:02     |
| 13. | "Watermark"                | 2:25     |
| 14. | "Paint The Sky With Stars" | 4:15     |
| 15. | "Marble Halls"             | 3:53     |
| 16. | "On My Way Home"           | 3:39     |
| 17. | "The Memory of Trees"      | 4:20     |
| 18. | "Deora Ar Mo Chroí"        | 2:49     |
| 19. | "A Day Without Rain"       | 2:37     |
| 20. | "Fallen Embers"            | 2:31     |
| 21. | "Wild Child"               | 3:47     |
| 22. | "Tempus Vernum"            | 2:24     |
| 23. | "Boadicea"                 | 3:32     |

#### CD 2
| N.º | Tema                                        | Duración |
| --- | ------------------------------------------- | -------- |
| 1.  | "The Sun In the Stream"                     | 2:55     |
| 2.  | "Song Of The Sandman (Lullaby)"             | 3:40     |
| 3.  | "Water Shows The Hidden Heart"              | 4:39     |
| 4.  | "Exile"                                     | 4:20     |
| 5.  | "Lazy Days"                                 | 3:42     |
| 6.  | "The River Sings"                           | 2:43     |
| 7.  | "Triad — St. Patrick — Cú Chulainn — Oisin" | 4:25     |
| 8.  | "Long Long Journey"                         | 3:12     |
| 9.  | "One By One"                                | 3:57     |
| 10. | "Amarantine"                                | 3:12     |
| 11. | "Lothlórien"                                | 2:07     |
| 12. | "Hope Has A Place"                          | 4:48     |
| 13. | "Isobella"                                  | 4:30     |
| 14. | "Sumiregusa"                                | 4:42     |
| 15. | "Flora's Secret"                            | 4:06     |
| 16. | "Afer Ventus"                               | 4:06     |
| 17. | "The First Of Autumn"                       | 3:10     |
| 18. | "Pilgrim"                                   | 3:14     |
| 19. | "Fairytale"                                 | 3:03     |
| 20. | "Angeles"                                   | 3:58     |
| 21. | "How Can I Keep from Singing?"              | 4:25     |

### Edición 2009

#### CD 1
| N.º | Tema                           | Duración |
| --- | ------------------------------ | -------- |
| 1.  | "May It Be"                    | 3:31     |
| 2.  | "Only Time"                    | 3:40     |
| 3.  | "Trains And Winter Rains"      | 3:21     |
| 4.  | "It's in the Rain"             | 4:06     |
| 5.  | "Orinoco Flow"                 | 4:26     |
| 6.  | "Storms in Africa"             | 4:02     |
| 7.  | "Caribbean Blue"               | 3:50     |
| 8.  | "Book of Days"                 | 2:55     |
| 9.  | "The River Sings"              | 2:43     |
| 10. | "White Is in the Winter Night" | 3:00     |
| 11. | "Anywhere Is"                  | 3:58     |
| 12. | "Only If..."                   | 3:17     |
| 13. | "The Celts"                    | 2:58     |
| 14. | "Amarantine"                   | 3:07     |
| 15. | "China Roses"                  | 4:47     |
| 16. | "One By One"                   | 3:57     |
| 17. | "Shepherd Moons"               | 3:40     |
| 18. | "Watermark"                    | 2:25     |
| 19. | "Paint The Sky With Stars"     | 4:15     |
| 20. | "On My Way Home"               | 3:39     |
| 21. | "A Day Without Rain"           | 2:37     |
| 22. | "The Memory of Trees"          | 4:20     |

#### CD 2
| N.º | Tema                                        | Duración |
| --- | ------------------------------------------- | -------- |
| 1.  | "The Sun In The Stream"                     | 2:55     |
| 2.  | "Song Of The Sandman (Lullaby)"             | 3:40     |
| 3.  | "Exile"                                     | 4:20     |
| 4.  | "Triad — St. Patrick — Cú Chulainn — Oisin" | 4:25     |
| 5.  | "Wild Child"                                | 3:47     |
| 6.  | "Water Shows The Hidden Heart"              | 4:39     |
| 7.  | "O Come, O Come, Emmanuel"                  | 3:40     |
| 8.  | "How Can I Keep from Singing?"              | 4:25     |
| 9.  | "Lazy Days"                                 | 3:42     |
| 10. | "My! My! Time Flies!"                       | 3:02     |
| 11. | "Long Long Journey"                         | 3:12     |
| 12. | "Ebudæ"                                     | 1:55     |
| 13. | "Lothlórien"                                | 2:07     |
| 14. | "Isobella"                                  | 4:30     |
| 15. | "Flora's Secret"                            | 4:06     |
| 16. | "Sumiregusa"                                | 4:42     |
| 17. | "Marble Halls"                              | 3:53     |
| 18. | "Fallen Embers"                             | 2:33     |
| 19. | "Afer Ventus"                               | 4:06     |
| 20. | "Angeles"                                   | 3:58     |
| 21. | "Tempus Vernum"                             | 2:25     |
| 22. | "Boadicea"                                  | 3:32     |

En la segunda edición del álbum se remplazaron algunos temas por su versión editada, por ejemplo este es el caso de Trains And Winter Rains. Esto debido a la duración total del los discos que ascendían a más de 80 minutos lo cual sobrepasaba la duración máxima.